# Aganocrossus postpilosus
Aganocrossus postpilosus är en skalbaggsart som beskrevs av Edmund Reitter 1895. Aganocrossus postpilosus ingår i släktet Aganocrossus och familjen Aphodiidae. Inga underarter finns listade i Catalogue of Life.